# Juan Antonio Guergué y Yániz
Juan Antonio Guergué y Yániz (Aguilar de Codés, 26 de juny del 1789 - Estella-Lizarra 18 de febrer del 1839) fou un militar navarrès i general en cap carlí.

## Carrera militar
Descendia d'una família noble i entrà a l'exèrcit en la classe de cadets d'infanteria el 1809. Lluità contra els francesos en la guerra de la Independència i va ascendir a capità el 1822, any en el qual s'incorporà a l'exèrcit reialista. Prengué part en les accions de El Ciego, La Guardia, Muniaín i Estella-Lizarra i ascendí al grau de coronel en acabar la campanya.
En morir Ferran VII, demanà la llicència i oferí els seus serveis a Carles Maria Isidre de Borbó. Milità a les ordres de Tomás de Zumalacárregui, amb el qual assistí al setge i presa de Treviño.

### L'expedició a Catalunya
Ascendit a general de brigada, organitzà i comandà una expedició a Catalunya després de la mort de Zumalacárregui el 24 de juny del 1835. El dia 8 d'agost del 1835 surt d'Estella al capdavant de 2.700 homes. Travessa Navarra, Osca, Lleida i arriba triomfant a Girona amb nombrosos nous voluntaris que se li han anat afegint durant la marxa. El general Guergué, Comandant General d'Aragó i Catalunya, deixa organitzades les forces catalanes en quatre zones: divisió de Girona amb Mataró i Vic, divisió de Manresa, divisió de Lleida i divisió de Tarragona, amb un total de més de 24.000 homes. Finalitzada l'expedició, que havia estat un passeig triomfal, inicia el retorn a Navarra el 22 de novembre del 1835, sent substituït al comandament català per Ignasi Brujó.
Carles de Borbó nomenà Guergué segon comandant general de Biscaia i li atorgà la faixa de mariscal de camp per haver derrotat el general Espartero en l'acció de Zornoza.
Després fou cap d'estat major carlí i va distingir-se en la presa de Lodosa. Prengué possessió el 1838 del càrrec de general en cap de l'exèrcit carlista del Nord i sostingué els desgraciats combats de la línia de Balmaseda. Després de la seva desfeta a la batalla de Peñacerrada, el substituí en el comandament el general Rafael Maroto, de qui hi ha qui considera que ja preparava l'armistici amb Espartero.

## Detenció i mort
Acusat de suposades conspiracions contra Maroto, aquest decidí fer-lo prendre i afusellar-lo a Estella, el 18 de febrer de 1839, junt amb els generals carlins García, Sanz, Carmona i l'intendent Úriz. Carles V condemnà inicialment aquestes morts i bandejà Maroto, però pocs dies després hom el feu canviar d'opinió i el rehabilità. Aquest greu cisme en el carlisme navarrès no fou mai superat pels legitimistes i marcà el començament de la desfeta final de la primera guerra al front basco-navarrès.